# Gen GALNS

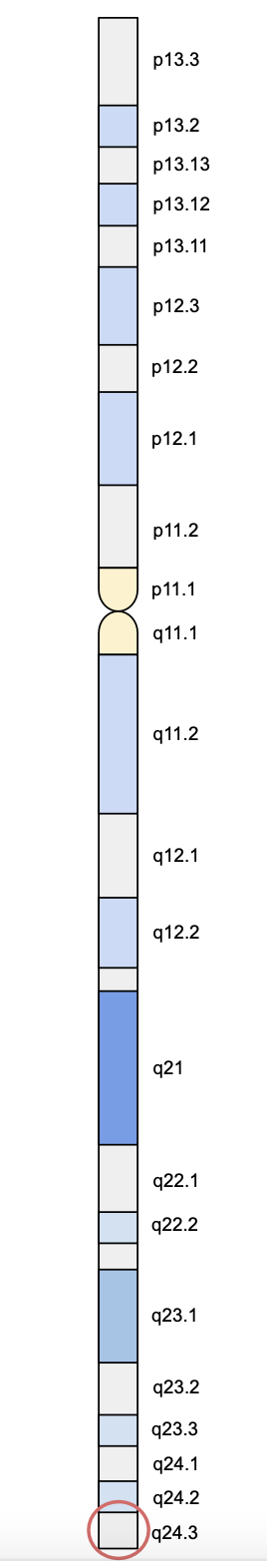
Localización del gen GALNS redondeado en rojo

El gen GALNS  (Galactosamina (N-acetil)-6-sulfato sulfatasa) proporciona las instrucciones para producir una enzima llamada N-acetilgalactosamina-6-sulfatasa (P34059) que está situada en los lisosomas y se encarga de degradar los mucopolisacáridos.
 Este gen se localiza en el brazo largo del cromosoma 16 (humano) (locus: 16q24.3).   
Las alteraciones del gen GALNS están frecuentemente relacionadas con la enfermedad Mucopolisacaridosis tipo 4 A.  

## Características del gen
El gen GALNS o también conocido como Galactosamina (N-acetil)-6-sulfato sulfatasa es el encargado de producir la N-acetilgalactosamina-6-sulfatasa. Esta proteína forma parte de las sulfatasas, un grupo de enzimas. Las sulfatasas tienen una función importante en la degradación de glucosaminoglicanos sulfatados y glicolípidos en los lisosomas.
Además de eso, este gen tiene 13 transcripciones (empalmes alternativos). Esto quiere decir que se pueden obtener diferentes isoformas de ARNm y proteínas a partir de una primera transcripción de ARNm. En la tabla a continuación, se muestran las transcripciones posibles.
| Nombre    | Longitud de la transcripción | Longitud proteína |
| --------- | ---------------------------- | ----------------- |
| GALNS-201 | 2344 par de bases            | 522 aminoácidos   |
| GALNS-213 | 723 par de bases             | 78 aminoácidos    |
| GALNS-211 | 703 par de bases             | 116 aminoácidos   |
| GALNS-204 | 609 par de bases             | 170 aminoácidos   |
| GALNS-209 | 1953 par de bases            | 69 aminoácidos    |
| GALNS-212 | 1804 par de bases            | 51 aminoácidos    |
| GALNS-207 | 1075 par de bases            | No proteína       |
| GALNS-205 | 554 par de bases             | No proteína       |
| GALNS-202 | 549 par de bases             | No proteína       |
| GALNS-203 | 5682 par de bases            | No proteína       |
| GALNS-210 | 546 par de bases             | No proteína       |
| GALNS-206 | 496 par de bases             | No proteína       |
| GALNS-208 | 456 par de bases             | No proteína       |

El GALNS' tiene 848 variantes. Las variantes genéticas, conocidas como mutaciones, son cambios permanentes en la secuencia de DNA que forma un gen. Estas incluyen mutaciones con cambio de sentido, sin sentido, alteraciones de corte empalme, delaciones pequeñas y grandes e inserciones. Dichos cambios no siempre causan una enfermedad, es decir, pueden ser patogénicas o benignas. En el caso de GALNS, 388 mutaciones son patogénicas, 89 son benignas y las restantes, 371, son inciertas. 
En cuanto a interacciones, hay un listado de sustancias químicas, muchas de ellas tóxicas para el organismo, que pueden interaccionar con GALNS: Benzopireno, Tetraclorodibenzodioxina, 2,3-bis(3'-hydroxybenzyl)butyrolactone, Acetaminofen, Cumestrol, Etinilestradiol, Fenobarbital, Tamoxifeno, Ácido Valproico, Acetato de plomo, Hidroperóxido de terc-butilo, Anhidrido trimelitico. 

## Estructura del gen
El gen GLANS está situado en el cromosoma 16 (humano), el cual contiene aproximadamente entre 850 y 1200 genes, y está localizado en la región 16q24.3. Por lo tanto, el gen GALNS se encuentra en el telómero inferior del cromosoma 16. Está constituido por 43.237 bases nitrogenadas. Además, tiene una longitud de 43 kb (kilobases) aproximadamente y contiene 14 exones que codifican alrededor de 40 aminoácidos cada uno. El gen produce una cadena de mRNA de 2.339 bases que codifican 552 aminoácidos.

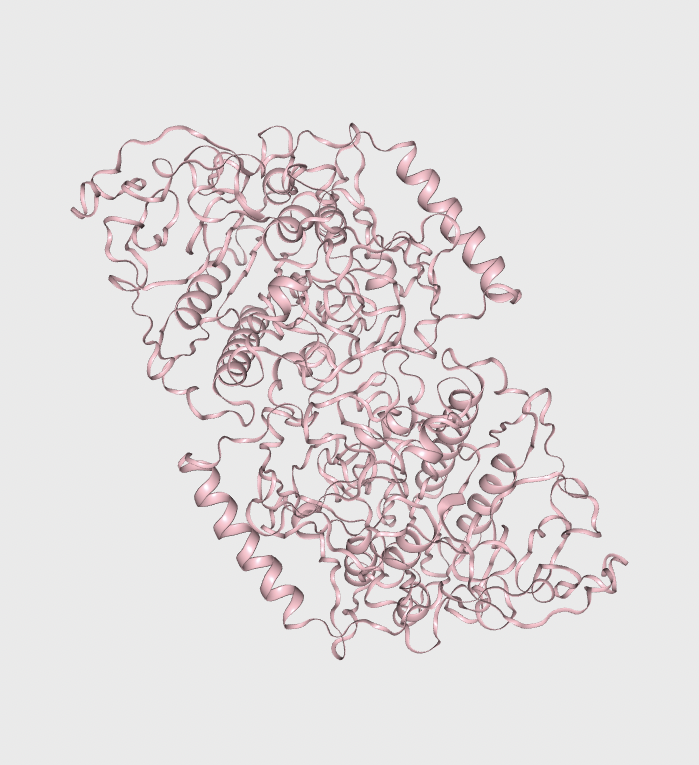
N-acetilgalactosamina-6-sulfatasa, la proteína codificada por el gen GALNS

En la secuencia del DNA se han encontrado metilaciones en los pares de Guanina-Citosina (CpG) de todos los exones excepto en el primero. Estas metilaciones son las responsables de la regulación de la expresión genética en los mamíferos, ya que bloquean la transcripción. 
En cuanto a los intrones, muchos contienen la secuencia Alu, una secuencia de aproximadamente 300 pares de bases. Es uno de los elementos móviles del DNA, esto es, tienen la característica de desplazarse dentro del genoma a lo largo de las generaciones.

## Función de la enzima
La proteína que codifica el gen GALNS, es la N-acetilgalactosamina 6-sulfatasa y tiene actividad enzimática. Esta enzima se encuentra en los lisosomas, de forma que se encarga de la degradación gradual de los glicosaminoglicanos (GAGs), también llamados mucopolisacáridos, y en el cuerpo humano estos se separan en: sulfato de queratán (en la córnea y en los discos intervertebrales) , ácido hialurónico (en el cartílago, el humor vítreo, tejido conjuntivo, cordón umbilical, líquido sinovial y en los vasos sanguíneos) y la glucosamina (en el cartílago). De forma que la enzima evita su acumulación en los lisosomas, la cual podría provocar graves alteraciones al cuerpo.

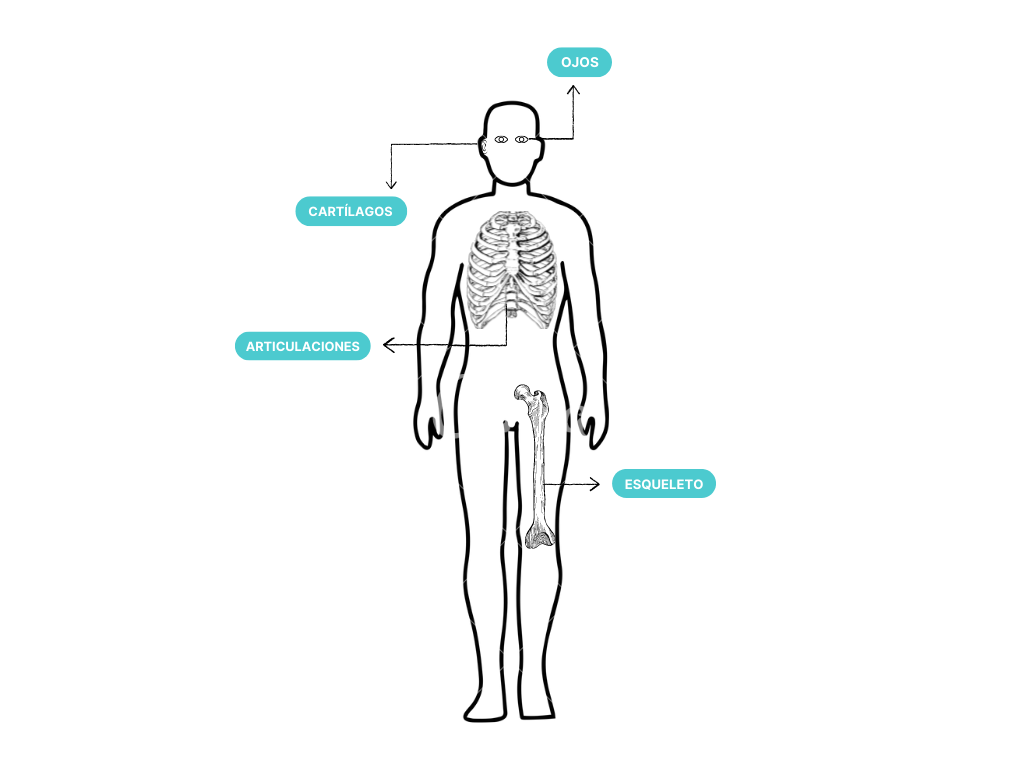
Localización de los lisosomas que contienen la enzima N-acetilgalactosamina-6-sulfatasa, la cual es codificada por el gen GALNS

Los GAGs son componentes glucídicos y sulfatados, que forman parte de varias funciones biológicas importantes, como atraer y retener agua e iones con carga positiva. Principalmente se encuentran en el tejido conjuntivo (hueso, cartílago, tejido linfático, sangre, grasa…), donde tienen una gran importancia en la matriz extracelular al ser componentes muy hidratados. Por ello, las mutaciones de este gen pueden causar tanto anomalías esqueléticas como pérdida de visión en las personas afectadas, entre otros efectos.

## Enfermedades relacionadas
Una mutación en el gen GALNS puede causar alteraciones en la actividad de la enzima N-acetilgalactosamina-6-sulfatasa. En publicaciones recientes, se ha detectado que la mayoría de las alteraciones de GALNS son cambios con sentido incorrecto e incluso las alteraciones más frecuentes son relativamente anómalas.
La enfermedad más común derivada de la incorrecta funcionalidad de dicho gen es Mucopolisacaridosis tipo 4 A (MPS IVA), también denominado síndrome de Morquio A. Proviene de la falta de enzimas encargadas de descomponer las cadenas de glucosaminoglicanos (mucopolisacáridos) y por consiguiente, se produce una acumulación de estas moléculas en los lisosomas. Las manifestaciones clínicas son, entre otras, desarrollo anormal de huesos, baja talla o enanismo, laxitud articular, córnea opaca o alteraciones respiratorias y cardíacas. Se trata de una enfermedad hereditaria autosómico recesiva; esto es, ambas copias del gen heredados de los padres deben tener las mutaciones para que la alteración se exprese en el enfermo. Las personas afectadas no presentan dificultades mentales, pero su esperanza de vida puede reducirse significativamente.   
Se han identificado más de 148 mutaciones de este gen causantes de la enfermedad. La mayoría de estas últimas consiste en cambios de nucleótidos aislados en el gen y resultan en la reducción o eliminación de la función de la enzima N-acetilgalactosamina-6-sulfatasa.

## Otros nombres para el Gen GALNS
GAS, GALNAC6S, GalN6S, FLJ17434, FLJ42844, FLJ98217, GALNS HUMAN, Galactosamina (N-acetil)-6-sulfato sulfatasa.